# Mekka & Symposium
Mekka & Symposium war eine Demoparty, die von 1997 bis 2002 in der Heidmarkhalle in Bad Fallingbostel veranstaltet wurde. Entstanden ist sie aus dem Zusammenschluss der Partys Mekka und Symposium, die beide 1996 in der Burg Seevetal in der Nähe von Hamburg im Abstand von nur einer Woche stattfanden.
Die Symposium belegte dabei den traditionellen Termin von Karfreitag bis Ostermontag, an dem auch alle nachfolgenden Mekka & Symposium-Veranstaltungen stattfanden. Der Zusammenschluss der beiden Partys vereinte die Commodore-64- und Amiga-Anhänger der Symposium und die PC-Szener der Mekka. Die Mekka & Symposium wurde dadurch zur größten und breitgefächertsten Veranstaltung der Demoszene.
Nach Unstimmigkeiten innerhalb der Veranstalter wurde die Mekka & Symposium ab 2003 nicht mehr ausgerichtet. Viele von ihnen sind jedoch bei der Organisation der Breakpoint untergekommen, die 2003 erstmals veranstaltet wurde und als Nachfolgeparty betrachtet werden kann.